# Boys State
Boys State é um documentário estadunidense de 2020 dirigido e produzido por Jesse Moss e Amanda McBaine. O filme acompanha mil adolescentes que frequentam o Boys/Girls State - programas de verão de liderança e cidadania para alunos do segundo grau, que se concentram em explorar a mecânica do governo e da política americana, no Texas, visando a construção de um governo representativo a partir do zero. O filme teve sua estreia mundial no Festival Sundance de Cinema em 24 de janeiro de 2020, onde venceu o Grande Prêmio do Júri da Competição na categoria de melhor documentário dos Estados Unidos; a obra foi lançada na Apple TV+ em 14 de agosto de 2020 e pela A24.

## Enredo
O filme acompanha mil adolescentes que frequentam o Boys State em Austin, Texas, se unindo para construirem um governo representativo a partir do zero, de todas as origens políticas diferentes, enfrentando desafios de organização de partidos políticos, consenso e campanha pelo mais alto cargo, o de governador do Texas.

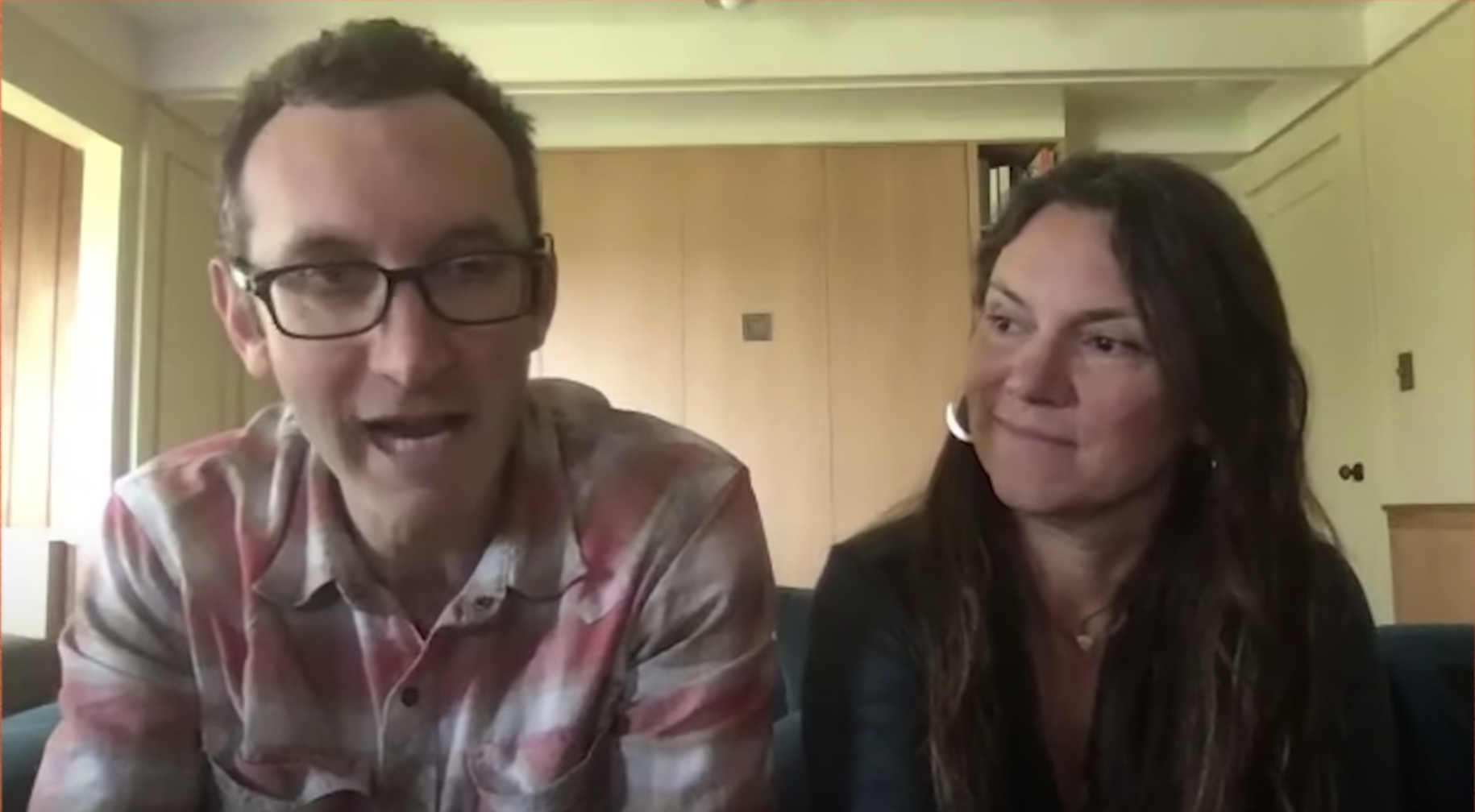
Os diretores e produtores de Boys State, Jesse Moss (esquerda) e Amanda McBaine (direita) em uma entrevista para a ReasonTV sobre o filme.

## Lançamento
Após ter sua estreia no Festival Sundance de Cinema em 24 de Janeiro de 2020, o filme teve seus direitos de distribuições comprados pela A24 e Apple por US$12 milhões. Apesar de ter sido programado para ser exibido no South by Southwest no dia de 13 de março de 2020, o festival foi cancelado por conta da pandemia de COVID-19 nos Estados Unidos. Posteriormente, o filme foi lançado na AppleTV+ em 14 de agosto de 2020, após o  seu lançamento online no Sundance do Reino  de 2020 em 9 de agosto.

## Recepção

### Crítica
No agregador de resenhas, Rotten Tomatoes, o filme tem uma taxa de aprovação de 94% com base em 130 resenhas, com uma classificação média de 8,21/ 0. O consenso dos críticos do site diz: "Surpreendente, perturbador e, de modo geral, absorvente, Boys State retrata de maneira impressionante as divisões políticas americanas - e maquinações - criando raízes na próxima geração." No Metacritic, o filme tem uma pontuação média ponderada de 84 em 100, com base em 32 críticos, indicando "aclamação universal".

### Prêmios e indicações
No Festival Sundance de Cinema de 2020, o filme venceu o Grande Prêmio do Júri da Competição de Documentário dos EUA. E na South by Southwest, o prêmio especial de reconhecimento do júri do prêmio Louis Black Lone Star para documentário.
| Ano  | Prêmio                                                   | Categoria                                                       | Indicado | Resultado    | Ref.   |
| ---- | -------------------------------------------------------- | --------------------------------------------------------------- | --- | ------------ | ------ |
| 2020 | Critics' Choice Documentary Awards                       | Assunto mais atraente de um documentário                        | Steven Garza | Venceu       | [ 13 ] |
| 2020 | Critics' Choice Documentary Awards                       | Melhor Documentário Político                                    | Boys State | Venceu       | [ 13 ] |
| 2020 | Greater Western New York Film Critics Association Awards | Melhor Documentário                                             | Boys State | Indicado     | [ 14 ] |
| 2020 | Houston Film Critics Society Awards                      | Melhor Documentário                                             | Boys State | Indicado     | [ 15 ] |
| 2020 | Houston Film Critics Society Awards                      | Prêmio de filme independente do Texas                           | Boys State | Indicado     | [ 15 ] |
| 2020 | Indiana Film Journalists Association                     | Melhor Documentário                                             | Boys State | Indicado     | [ 16 ] |
| 2020 | Miami Film Festival                                      | Melhor Documentário                                             | Boys State | Indicado     | [ 17 ] |
| 2020 | Online Film Critics Society Awards                       | Melhor Documentário                                             | Boys State | Indicado     | [ 18 ] |
| 2020 | Festival Sundance de Cinema                              | Prêmio do Juri (US Grand) – Documentário                        | Boys State | Venceu       | [ 11 ] |
| 2020 | South by Southwest Film Festival                         | Reconhecimento do juri especial – Documentário                  | Boys State | Venceu       | [ 19 ] |
| 2021 | Austin Film Critics Association Awards                   | Melhor Documentário                                             | Boys State | Venceu       | [ 20 ] |
| 2021 | Chicago Indie Critics Awards                             | Melhor Documentário                                             | Boys State | Venceu       | [ 21 ] |
| 2021 | Cinema Eye Honors                                        | Escolha da audiência                                            | Boys State | Venceu       | [ 22 ] |
| 2021 | Cinema Eye Honors                                        | Conquista notável na produção de filmes de não ficção           | Amanda McBaine and Jesse Moss                                                                                         | Indicado     | [ 23 ] |
| 2021 | Cinema Eye Honors                                        | Conquista excepcional em edição                                 | Jeff Seymann Gilbert                                                                                                  | Indicado     | [ 23 ] |
| 2021 | Cinema Eye Honors                                        | The Unforgettables                                              | Steven Garza | Venceu       | [ 23 ] |
| 2021 | Cinema Eye Honors                                        | The Unforgettables                                              | Rene Otero | Venceu       | [ 23 ] |
| 2021 | Columbus Film Critics Association                        | Melhor Documentário                                             | Boys State | Vice-campeão | [ 24 ] |
| 2021 | Denver Film Critics Society                              | Melhor Filme Documental                                         | Boys State | Venceu       | [ 25 ] |
| 2021 | Directors Guild of America Awards                        | Realização extraordinária de direção em documentário            | Amanda McBaine and Jesse Moss                                                                                         | Indicado     | [ 26 ] |
| 2021 | Hollywood Critics Association                            | Melhor documentário                                             | Boys State | Indicado     | [ 27 ] |
| 2021 | International Documentary Awards                         | Melhor Montagem                                                 | Jeff Seymann Gilbert                                                                                                  | Indicado     | [ 28 ] |
| 2021 | International Documentary Awards                         | Melhor Cinematografia                                           | Thorsten Thielow | Indicado     | [ 28 ] |
| 2021 | National Board of Review                                 | Top Five Documentaries                                          | Boys State | Venceu       | [ 29 ] |
| 2021 | North Carolina Film Critics Association                  | Melhor Documentário                                             | Boys State | Indicado     | [ 30 ] |
| 2021 | North Dakota Film Society                                | Melhor Documentário                                             | Boys State | Indicado     | [ 31 ] |
| 2021 | Oklahoma Film Critics Circle Awards                      | Melhor Documentário                                             | Boys State | Venceu       | [ 32 ] |
| 2021 | Primetime Creative Arts Emmy Awards                      | Documentário excepcional ou especial de não ficção              | Davis Guggenheim, Laurene Powell Jobs, Jonathan Silberberg, Nicole Stott, Shannon Dill, Amanda McBaine and Jesse Moss | Pendente     | [ 33 ] |
| 2021 | Primetime Creative Arts Emmy Awards                      | Direção exceptional para um programa de documentário/não ficção | Amanda McBaine and Jesse Moss                                                                                         | Pendente     | [ 33 ] |
| 2021 | San Francisco Bay Area Film Critics Circle               | Melhor Documentário                                             | Boys State | Vice-campeão | [ 34 ] |